# Editorial Ferma
Editorial Ferma (también Exclusivas Ferma) fue una editorial española, con sede en Barcelona y propiedad de Juan Fernández Mateu, dedicada a la publicación de novelas de quiosco, cuentos ilustrados y cuadernos de aventuras. Destacaron, entre sus colaboradores, los guionistas J. B. Artés y Joan Llarch y el dibujante Emilio Giralt, Joaquín Chacopino Fabré. (Chaco)

## Trayectoria
En 1954, Juan Fernández fundó en Madrid la editorial Juvenis, que pronto dio paso a Exclusivas Ferma.
Creó la colección de novela de espías baratas B.A.N.G., que recordaba las de Ian Fleming. En muchos de sus primeros cuadernos de tebeos, retomó a heroes ya populares como Buffalo Bill (1956) o El Príncipe Valiente (1956). Con Tu Romance (1959) se adscribió a la tendencia del "tebeo sentimental-próximo", que había inaugurado un año antes "Rosas Blancas" de Editorial Toray. 
Se dedicó también a cuadernos educativos para niños como Tu A,B,C.dario
En la década de 1960, con la crisis del tebeo clásico, se decantó por los álbumes de cromos y la novela gráfica, además de colecciones de literatura de ciencia ficción como Infinitum (1960) y la revista Anticipación (1966).
Ya en los 70, dio origen a la contracultural Producciones Editoriales.

## Colecciones de tebeos
| Título                           | Año                             | Guionista   | Dibujante            | Ejemplares                  | Tamaño                                | Precio facial en pesetas |
| -------------------------------- | ------------------------------- | ----------- | -------------------- | --------------------------- | ------------------------------------- | ------------------------ |
| SuperFuerte                      | 1958                            |             | José María Casanovas |                             |                                       |                          |
| B.B.                             | 1959                            |             |                      |                             |                                       |                          |
| Rutas del espacio                | 1958                            | Peter Kapra | José Gual            |                             |                                       |                          |
| Tu Romance                       | 1959-1960                       |             |                      |                             |                                       |                          |
| Arturo, "el fantasma justiciero" | 1964                            | Jean Cézard | Jean Cézard          |                             |                                       |                          |
| Agente secreto                   | 1962 (1ª época) 1966 (2ª época) | Varios      | Varios               | ? (1ª época) 33? (2ª época) | 17 x 12 (1ª época) 21 x 15 (2ª época) |                          |
| Agente 007 James Bond            | 1965                            | Varios      | Varios               | 34?                         | 21 x 15                               |                          |

## Valoración
Para el investigador del cómic Pedro Porcel, las editoriales Ferma, Marco y Ricart constituyen los paradigmas de las editoriales modestas de los años cincuenta, encaminadas simplemente a producir el entretenimiento demandado por el público y siempre a rebufo de las más potentes Bruguera, Valenciana y Toray.